# Mariano Bueno Ferrer
Mariano Bueno Ferrer (Jaca, 22 de octubre de 1892-?) fue un militar español que participó en la Guerra civil.

## Biografía
Nacido en Jaca, en 1892, fue militar de carrera. Cuando se produjo la proclamación de la Segunda República se acogió a la Ley Azaña y se retiró del Ejército con la graduación de capitán. Al comienzo de la Guerra civil fue brevemente encarcelado, aunque logró escapar a la zona republicana. Allí formó una columna de miliciana formada por voluntarios aragoneses y catalanes que luchó en los Pirineos, y la cual acabaría siendo conocida como «Agrupación de montaña Pirenaica». En abril de 1937 la Agrupación de Montaña fue militarizada y reconvertida en la 130.ª Brigada Mixta, que Bueno Ferrer pasó a mandar. A finales de 1937 fue ascendido al rango de teniente coronel, y destinado al frente del Centro. En 1939 recibió la Medalla del Valor. Al final de la contienda se exilió en México, donde falleció.